# Округ Френклин (Северна Каролина)
Округ Френклин (енгл. Franklin County) је округ у америчкој савезној држави Северна Каролина.

## Демографија
По попису из 2010. године број становника је 60.619, што је 13.359 (28,3%) становника више него 2000. године.
| Група             | 2000.          | 2010.          |
| Белци             | 30.335 (64,2%) | 38.478 (63,5%) |
| Афроамериканци    | 14.193 (30,0%) | 16.212 (26,7%) |
| Азијати           | 140 (0,3%)     | 288 (0,5%)     |
| Хиспаноамериканци | 2.100 (4,4%)   | 4.776 (7,9%)   |
| Укупно            | 47.260         | 60.619         |